# Pharacocerus ephippiatus
Pharacocerus ephippiatus är en spindelart som först beskrevs av Tord Tamerlan Teodor Thorell 1899.  Pharacocerus ephippiatus ingår i släktet Pharacocerus och familjen hoppspindlar. Inga underarter finns listade i Catalogue of Life.